# Гжегож (Куявско-Поморское воеводство)

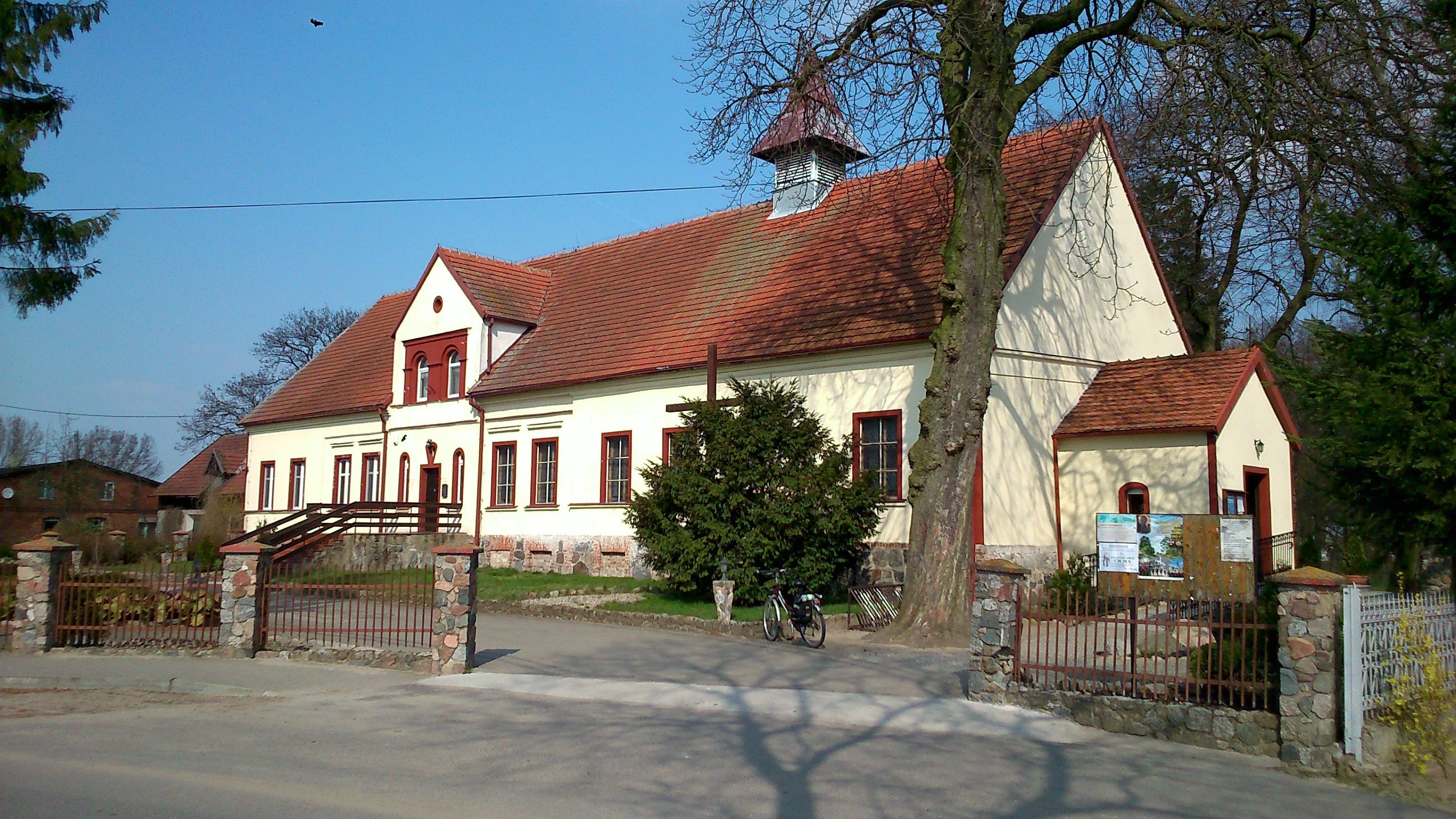

Гжегож — деревня в гмине Хелмжа Торуньского повета Куявско-Поморского воеводства в центральной части севера Польши.